# Storia romana (Appiano)
La Storia romana (in greco antico: Ῥωμαικά?, Rhomaiká) è un'opera storiografica scritta da Appiano di Alessandria e completata attorno al 160 d.C. .

## Descrizone
L'opera, che tratta la storia di Roma dalle origini all'età dell'imperatore Traiano, era originariamente suddivisa in 24 libri, ma ce ne sono giunti integri solo 11, quelli incentrati sulle guerre combattute nel I secolo a.C. L'ultimo libro, in parte perduto, narrava delle campagne militari di Traiano in Arabia. Lo stile è quello della κοινή ellenistica.
La tradizione manoscritta consta di ventidue codici, di cui i principali sono il Vaticanus Graecus 141 dell'XI-XII secolo, conservato nella Biblioteca Apostolica Vaticana, e il Laurentianus LXX 5 del XIV secolo, custodito nel fondo Plutei della Biblioteca Medicea Laurenziana.
La riscoperta dell'opera e la sua recezione nelle lingue moderne avvenne per il tramite del latinizzamento di Pier Candido Decembrio, pubblicato per la prima volta da Vindelino da Spira a Venezia nel 1472 e poi nella stessa città da Bernhard Maler, Erhard Ratdolt e Peter Löslein nel 1477. Comprende, oltre alla Praefatio, i libri completi Libico (VIII), Illirico (IX), Siriaco (XI), Mitridatico (XII) e i cinque delle Guerre civili (XIII-XVII), con frammenti ed excerpta del Celtico (IV).
L'editio princeps fu pubblicata a Parigi da Charles Estienne nel 1551, mancante però dei libri VI (Iberico) e VII (Annibalico), editi a Ginevra da Henri Estienne nel 1557, e del libro IX (Illirico), edito ad Augusta da Hans Schultes a cura di David Hoeschel nel 1599.

## Struttura dell'opera
| Volume | Nome latino                                       | Nome greco               | Argomento                                                                   | Stato di sopravvivenza |
| ------ | ------------------------------------------------- | ------------------------ | --------------------------------------------------------------------------- | ---------------------- |
| –      | Praefatio                                         | Prooìmion                | Presentazione generale dell'opera                                           | Completa               |
| I      | De regibus Romanorum                              | Basilikè                 | Età regia di Roma                                                           | Frammenti              |
| II     | De rebus Italicis                                 | Italikè                  | Espansione romana in Italia                                                 | Frammenti              |
| III    | De rebus Samniticis                               | Saunitikè                | Guerre sannitiche                                                           | Frammenti              |
| IV     | De rebus Gallicis                                 | Keltikè                  | Guerre galliche                                                             | Frammenti              |
| V      | De rebus Siculis et reliquarum insularum          | Sikelikè kài Nesiotikè   | Conquista romana della Sicilia e delle isole                                | Frammenti              |
| VI     | De rebus Hispaniensibus                           | Iberikè                  | Conquista romana della Spagna                                               | Completi               |
| VII    | De bello Annibalico                               | Annibaikè                | Seconda guerra punica                                                       | Completi               |
| VIII   | De rebus Punicis et De rebus Numidicis (appendix) | Libykè                   | Terza guerra punica e Guerra in Numidia                                     | Completi               |
| IX     | De rebus Macedonicis et De rebus Illyricis        | Makedonikè kài Illyrichè | Guerre macedoniche e Guerre illiriche                                       | Completi               |
| X      | –                                                 | Hellenikè kài Asianè     | Guerre in Asia e Grecia                                                     | Perduto                |
| XI     | De rebus Syriacis                                 | Syriakè kài Parthikè     | Guerra contro Antioco III e lega etolica                                    | Completi               |
| XII    | De bello Mithridatico                             | Mithridàteios            | Guerre mitridatiche                                                         | Completi               |
| XIII   | De bellis civilibus, lib. I                       | Emphylia I               | Guerra civile tra Mario e Silla                                             | Completi               |
| XIV    | De bellis civilibus, lib. II                      | Emphylia II              | Guerra civile tra Cesare e Pompeo                                           | Completi               |
| XV     | De bellis civilibus, lib. III                     | Emphylia III             | Fase iniziale della Guerra civile romana (44-31 a.C.) e Battaglia di Modena | Completi               |
| XVI    | De bellis civilibus, lib. IV                      | Emphylia IV              | Fase centrale della Guerra civile romana (44-31 a.C.)                       | Completi               |
| XVII   | De bellis civilibus, lib. V                       | Emphylia V               | La guerra contro Sesto Pompeo, Battaglia di Nauloco                         | Completi               |
| XVIII  | –                                                 | Aigyptiakà I             | Guerre in Egitto I                                                          | Perduti                |
| XIX    | –                                                 | Aigyptiakà II            | Guerre in Egitto II                                                         | Perduti                |
| XX     | –                                                 | Aigyptiakà III           | Guerre in Egitto III                                                        | Perduti                |
| XXI    | –                                                 | Aigyptiakà IV            | Guerre in Egitto IV                                                         | Perduti                |
| XXII   | –                                                 | Hekatontaetìa            | Guerre dell'Impero                                                          | Perduti                |
| XXIII  | –                                                 | Dakikè                   | Conquista della Dacia                                                       | Perduti                |
| XXIV   | –                                                 | Aràbios                  | Conquista dell'Arabia e Campagne orientali di Traiano                       | Frammenti              |

## I libro:De regibus Romanorum - Basilikè(I re di Roma)

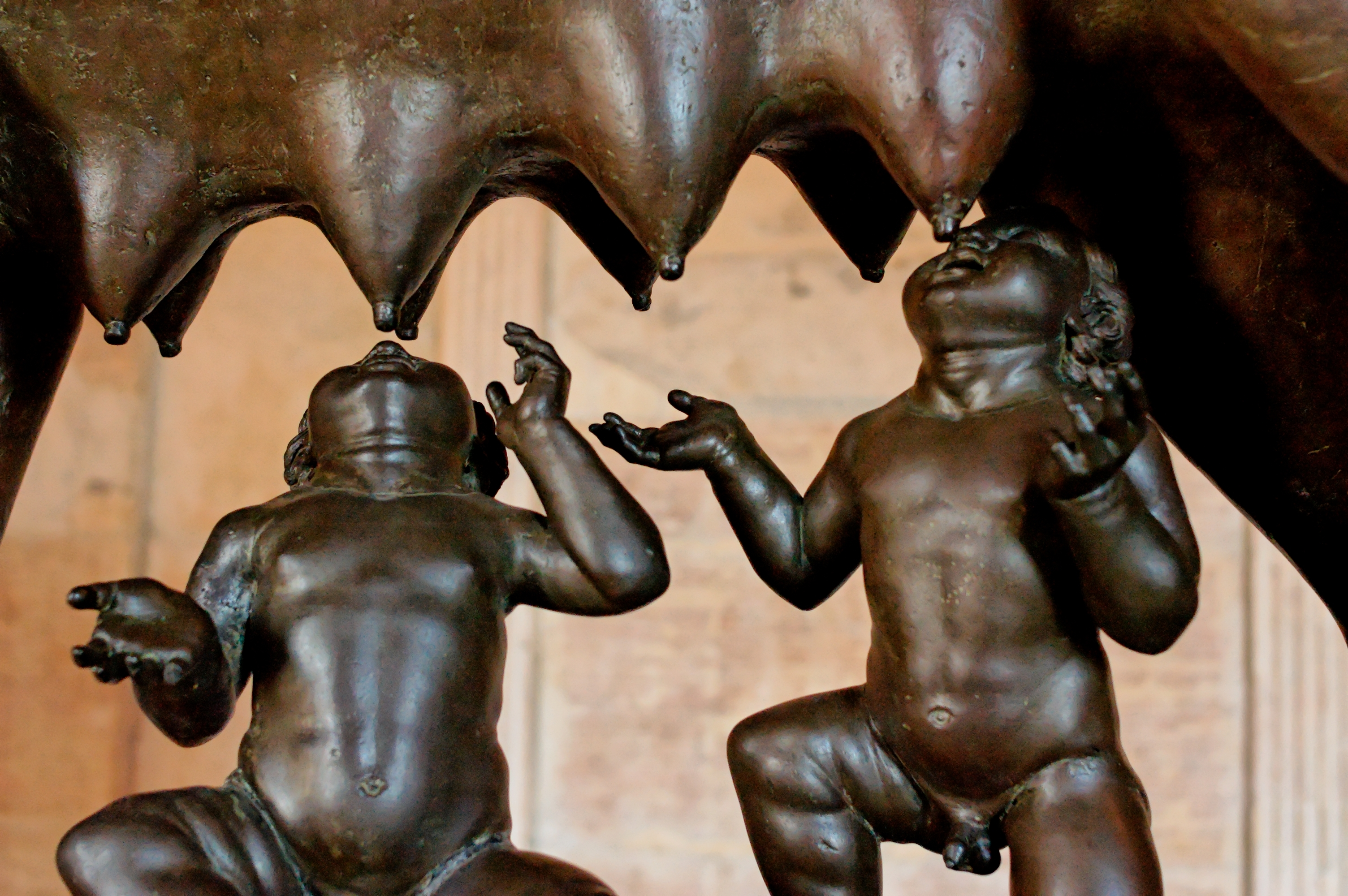
Romolo e Remo allattati dalla lupa (Musei Capitolini di Roma)

Dai frammenti del libro, si intende che originalmente l'Urbe fu fondata dall'eroe troiano Enea. Egli, infatti, fuggito da Troia rasa al suolo dalle forze greche, viaggiò per il Mediterraneo fino a giungere nel Lazio e fondare una nuova patria. Giunto nel regno di Latino, ucciderà il nemico Turno e sposerà Lavinia per dare inizio alla stirpe di Romolo, primo re di Roma. La città viene fondata ufficialmente nel 753 a.C.: Romolo, dopo aver sottomesso anche i sabini capeggiati da Tito Tazio, instaurerà un nuovo sistema giuridico creando le Dodici tavole.
Altri sei re succederanno a Romolo: Numa Pompilio, fondatore del primo calendario romano; Tullo Ostilio e Anco Marzio, restauratori delle leggi e promotori di molte imprese di edilizia, nonché ottimi combattenti durante la guerra contro Alba Longa. Durante quest'ultimo conflitto, Tullo Ostilio decise di mandare tre dei migliori guerrieri contro altri tre spediti dai nemici: rispettivamente Orazi e Curiazi. Solo uno dei tre valorosi romani, dato che gli altri erano stati uccisi dai Curiazi, riuscirà a vincere lo scontro grazie all'astuzia.
Gli ultimi tre re di Roma provengono dall'Etruria e sono Tarquinio Prisco, Servio Tullio e Tarquinio il Superbo. Dato che quest'ultimo amministrò il governo come un vero e proprio tiranno, la monarchia verrà eliminata dal governo dell'Urbe.

## II libro:De rebus Italicis - Italikè(Le conquiste italiche)

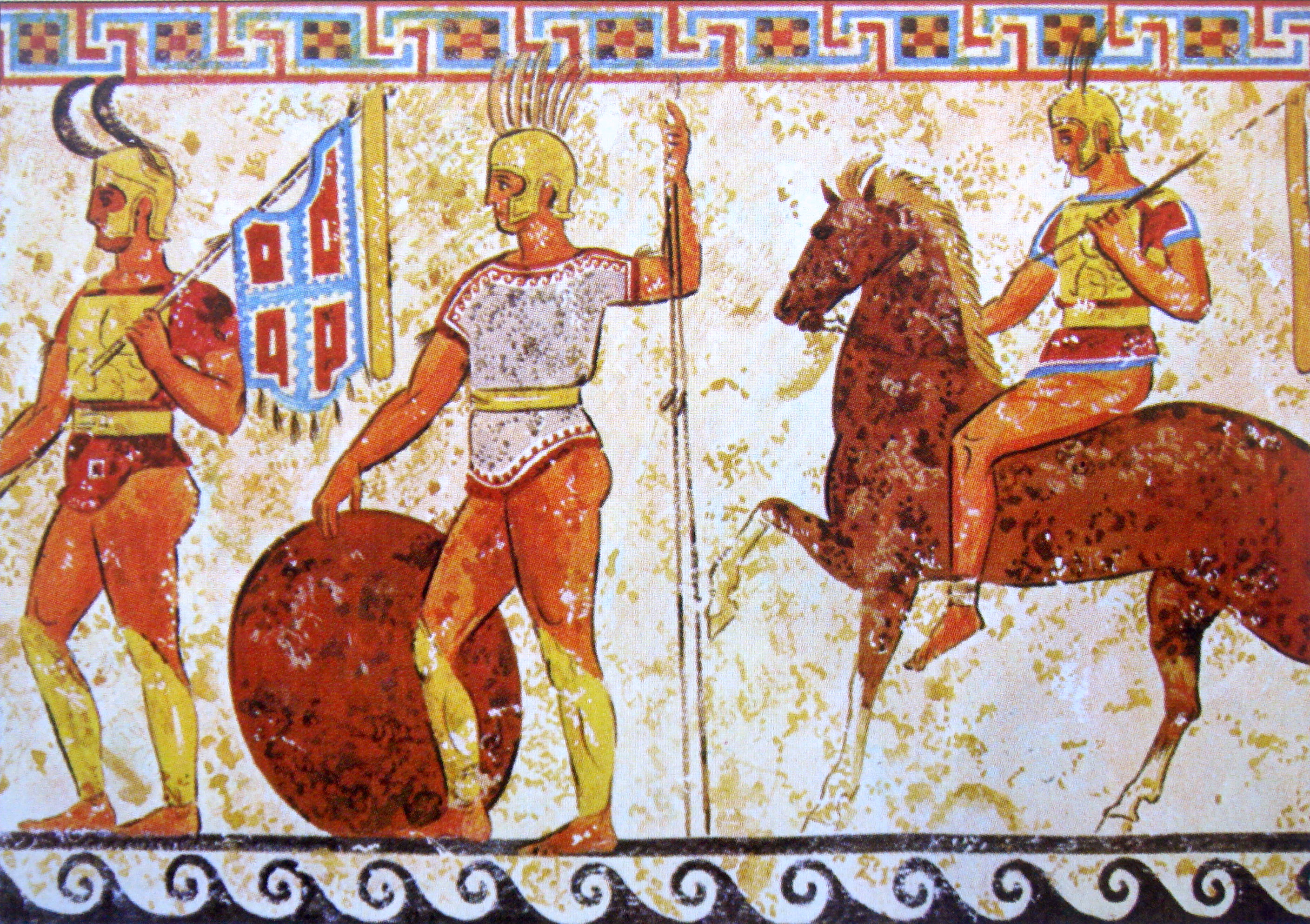
Rappresentazione di guerrieri sanniti

Durante l'età repubblicana, a partire dai primi anni del 500 a.C., Roma combatterà molte battaglie combattute per l'egemonia sull'intera Italia.
Innanzitutto viene sventato l'assedio del tiranno etrusco Porsenna, grazie all'intervento di Lucio Giunio Bruto e di Publio Valerio Publicola (si ricordi anche l'atto di coraggio del romano Muzio Scevola che mise la mano sul fuoco per aver sbagliato bersaglio). In seguito, per celebrare le vittorie dell'Urbe, sorsero molti monumenti famosi sui sette colli della città come il tempio di Giove Ottimo Massimo. Riguardo alla politica della città nasceranno i partiti dei patrizi e dei tribuni della plebe. I primi sono costituiti dalle gentes più ricche e nobili di Roma, mentre i plebei sono rappresentati dal ceto medio-basso e dai populares.
Nell'ultimo ventennio del 400 a.C. Roma inizierà le sue campagne di espansione e sconfiggerà prima i latini, poi i sanniti (in tutto verranno combattute tre guerre) e infine le città dell'Etruria. Nel 405 a.C. la città di Veio, la quale continuava a resistere all'assedio di Roma, fu espugnata grazie ad un astuto stratagemma: il condottiero romano Marco Furio Camillo fece scavare di notte il terreno sotto le mura circolari della città e vi penetrò con l'esercito, senza che i nemici potessero vederli, conquistando la città.

## III libro:De rebus Samniticis - Saunitikè(Le conquiste sannitiche)
Dalla fine del 300 a.C. fino all'ultimo decennio del 200 a.C. Roma combatté tre guerre principali contro il popolo dei sanniti. La prima fu intrapresa riguardo al problema dell'amministrazione della città di Capua in Campania. I protagonisti della battaglia furono Marco Valerio Corvo e Aulo Cornelio Cosso Arvina. Nella seconda, più importante di tutte, i condottieri furono Lucio Cornelio Lentulo, Tiberio Veturio Calvino e Spurio Postumio Albino Caudino. 
Sempre per cause di governo di province della Campania, le ostilità tra i due popoli furono riaperte; le battaglie principali si svolsero nel Sud Italia nei territori dell'odierna Puglia e Calabria. Episodio particolarmente noto fu la battaglia delle Forche Caudine del 321 a.C. quando un gruppo di superstiti romani fu costretto a passare sotto il giogo sotto lo scherno dei vincitori. La guerra tuttavia riprese e nel 308 a.C. il condottiero Quinto Fabio Massimo Rulliano assieme al console Lucio Papirio Cursore sbaragliò l'esercito dei sanniti, giacché Fabio conosceva le tipiche mosse dei soldati avendo già sconfitto gli etruschi loro alleati. Tre anni dopo, nel 305 a.C., i sanniti verranno definitivamente debellati nella battaglia di Boviano. 
La terza ed ultima guerra sannitica venne combattuta negli anni 298 - 293 a.C. presso la Lucania (Puglia - Calabria). I motivi erano sempre gli stessi, oltreché il monopolio di alcune colonie della Magna Grecia. Le battaglie furono combattute quasi tutte dai generali veterani della seconda guerra sannitica. L'esercito nemico fu debellato facilmente giacché indebolito dai precedenti e da altri scontri interni.

## IV libro:De rebus Gallicis - Keltikè(Le guerre galliche)

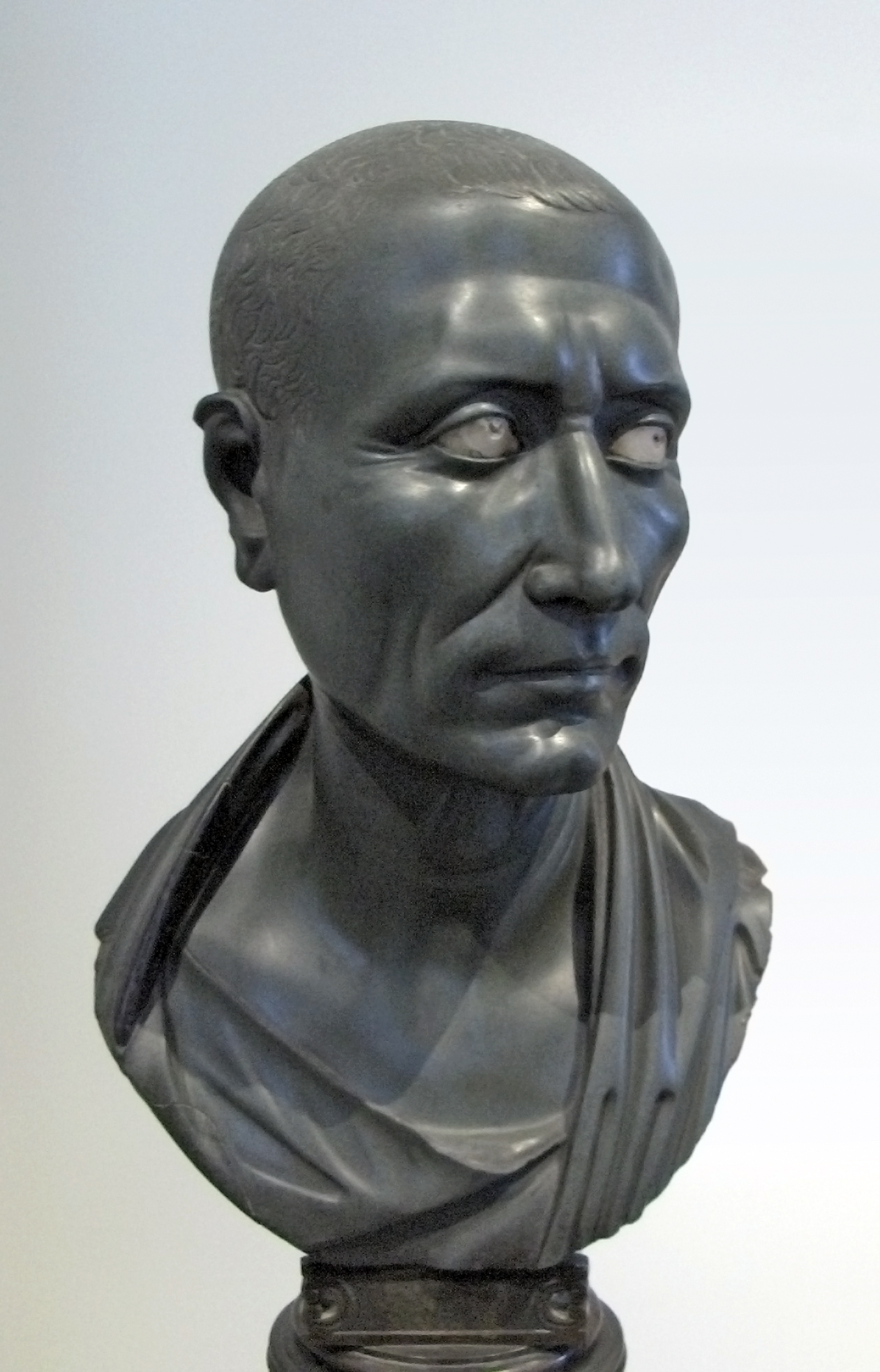
Testa di Cesare presso il museo di Berlino

Le guerre galliche furono particolarmente famose per la storia romana visto che con la sconfitta di tale popolo Roma ebbe il governo non solo dell'Italia ma anche di gran parte dell'Europa, con le attuali Francia e la Germania. Le ostilità iniziarono nel 58 a.C. quando un ramo della stirpe della Gallia: gli Elvezi si stanziarono presso il territorio romano nel lago di Costanza. Il condottiero Giulio Cesare fu scelto come generale della spedizione. 
Questi fu un uomo molto particolare e assai esperto di arte militare, nonché grande scrittore. Infatti nella sua opera: De bello gallico Cesare annoterà in forma di diario (come fece anche Senofonte) tutte le azioni militari, i nomi e le informazioni dei luoghi e le usanze delle popolazioni confinanti. Ciò servì a molti storici per ricostruire la storia della Gallia. Sconfitti gli Elvezi nel 58 a.C., Cesare si sposterà più a nord per scontrarsi col popolo dei Germani, persone assai resistenti al freddo e ai duri allenamenti per il combattimento, nelle celebre battaglia di Ariovisto. 
Tra il 57 e il 56 a.C. Cesare reprimerà le rivolte dei Belgi e dei popoli del mare quali i Britanni, per poi riscendere nuovamente in Gallia dove erano scoppiate alcune rivolte. Infatti un guerriero di nome Vercingetorige si era messo a capo del nuovo esercito e sfidava apertamente Cesare il quale, riattraversato il fiume Reno, lo sconfisse nel 52 a.C. La battaglia per la conquista della Gallia era vinta.

## V libro:De rebus Siculis et reliquarum insularum - Sikelikè kài Nesiotikè(Conquiste della Sicilia e di altre isole)
Nel 264 a.C. Roma si trovò ad affrontare il primo scontro con Cartagine. Infatti il casus belli era sorto proprio per il dominio della Sicilia e lo scontro durò fino al 241 a.C. La vittoria di Roma fu notevole perché perfezionò le tattiche delle mosse da adottare durante gli scontri navali. Le trischele e le triremi usate fino a quel momento furono rese più agili e munite di un rostro di ferro sulla prua per sfondare le fiancate nemiche. 
Il governo della Sicilia e della Sardegna fu affidato in gran parte al pretore Marco Claudio Marcello il quale instaurò in quel luogo le leggi della repubblica.

## VI-VII libro:De rebus Hispaniensibus - Iberikè(La conquista spagnola);De bello Annibalico - Annibaikè(La guerra annibalica)
Nel libro Appiano narra della guerra del generale di Cartagine Annibale Barca contro il condottiero Publio Cornelio Scipione l'"Africano" di Roma. Oltre a ciò l'autore parla delle qualità della città di Megalopoli non trascurano la trasposizione di vari miti. Essendo stato già il padre Amilcare assai ostile al dominio di Roma, Annibale cercò di condurre avanti il progetto espansionistico del generale scomparso. Partito con il suo esercito verso l'Italia nel 218 a.C., Annibale condusse con sé anche molti elefanti.
Erano circa trent'anni che Roma non si fronteggiava più coi cartaginesi e la nuova guerra che si prepara ad affrontare sarà assai tremenda e peggiore della prima. Oltrepassate le Alpi con l'esercito, Annibale sconfisse l'esercito di Roma in varie battaglie incluse quella del lago Trasimeno e di Canne nel 216 a.C. Respinti in Spagna i romani grazie a Scipione incominciano a ricacciare a sconfiggere il nemico. In Iberia già condottieri come Amilcare e Asdrubale Barca erano stati debellati, ed ora è la volta anche di Annibale. In passato questi due avevano già conquistato parte della Spagna e vi avevano fondato anche molte colonie instaurano un governo simile a quello di Sparta, assai duro e freddo. 
Quando Annibale prese Sagunto, città fondamentale dell'Iberia, la reazione di Roma fu immediata. Infatti i romani non tolleravano affatto il non rispetto delle leggi dell'ospitalità e delle delegazioni, violate ignobilmente da Annibale quando assediò la città e così ripresero lo scontro, vincendolo. Annibale, sconcertato della vittoria, verrà sconfitto altre volte da Roma capeggiata da Scipione fino alla battaglia definitiva di Zama nel 202 a.C. dove la guarnigione di Annibale fu completamente debellata. 
Lo stesso generale per non cadere prigioniero si uccise. Pausania descrive precisamente tutti gli eventi nefasti che contribuirono alla sua fine. Inizialmente recatosi a Delfi per avere notizie della sua sorte, Annibale inizia a preoccuparsi e le sue paure vengono confermate quando giunge presso l'oracolo del dio Ammone in Egitto. Inoltre come se non bastasse Annibale era inseguito da molto tempo da una spedizione romana capeggiata dal condottiero Flaminio e ciò portò il comandante cartaginese a togliersi la vita.

## VIII libro:De rebus Punicis et De rebus Numidicis(appendix)- Libykè(Le guerre di Cartagine e della Numidia)

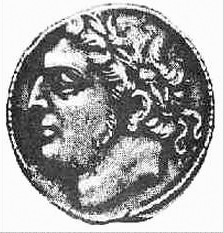
Moneta ritraente Giugurta

Nel 146 a.C., dopo sconfitta Cartagine nel 202 a.C., il senatore Catone il Censore promuove l'iniziativa di intraprendere un ultimo scontro con la superpotenza libica, affinché fosse distrutta completamente. Così viene intrapreso l'ultimo scontro punico fino alla distruzione finale di Cartagine che non risorgerà più. Le battaglie principali vengono combattute nel golfo della città sotto il comando di Publio Cornelio Scipione Emiliano, successore dell'"Africano". La guerra della Numidia invece fu combattuta dal 112 a.C. fino al 105 a.C. contro l'usurpatore Giugurta. 
Questi, sebbene non fosse toccato a lui il trono ma a Micipsa, dopo la sua morte uccide il parente Iempsale e si autoproclamò re. Successivamente Giugurta iniziò ad assediare le città che gli si erano dichiarate ostili quali Cirta. Di fronte a questo eccidio, la situazione a Roma precipitò: il Senato, che non aveva agito militarmente, fu accusato dal tribuno della plebe Gaio Memmio di essere stato comprato dal re numida. La reazione romana fu a questo punto immediata: il console Lucio Calpurnio Bestia invase il territorio di Giugurta, ma di fronte all'inefficacia della sua fanteria, troppo pesante per affrontare la cavalleria leggera dei numidi, scese a patti con il re nemico.
Questa mossa offrì il destro al tribuno Memmio per far venire Giugurta a Roma (con un adeguato salvacondotto), affinché egli dimostrasse l'esistenza di accordi coi senatori. Ma quando il numida fu a Roma, un altro tribuno pose il veto e i Romani preferirono chiudere qui la questione, piuttosto che far scoppiare un terremoto istituzionale. Giugurta commise però un errore che gli fu fatale: fece assassinare il cugino Massiva, che s'era rifugiato a Roma. Sebbene i Romani lo lasciarono tornare in patria senza fare storie, il suo destino era ormai segnato. L'anno dopo una nuova spedizione romana, al comando del console Spurio Postumio Albino, attaccò ancora il re numida, ma senza ottenere risultati.
La guerra fu poi continuata dal fratello di Spurio, Aulo Postumio Albino, che fu però sconfitto: l'esercito romano venne fatto prigioniero e umiliato (fu fatto sfilare sotto delle lance incrociate). A Roma scoppiò la bufera: il tribuno Gaio Manilio fece istituire un tribunale speciale, presieduto da Emilio Scauro e con giudici scelti tra gli equites, che processò e condannò molti senatori per corruzione. Nel 108 a.C. anche il liberale Gaio Mario sostenne l'assalto. Giunto nella capitale, egli aizzò il popolo contro la classe patrizia corrotta e contro Metello (che di questa classe era un esimio esponente) e così ottenne il consolato. Ma Mario riuscì ad avere dal popolo anche il comando della guerra contro Giugurta. Era la prima volta che il popolo pretedenva il diritto, tradizionalmente del Senato, di fare nomine militari. 
Un secondo strappo con la tradizione lo fece Mario, che, per sopperire al bisogno di soldati, arruolò proletari in massa (vedi riforma mariana dell'esercito romano). Giunto in Africa, Mario trasformò quest'insieme di uomini in un esercito disciplinato e temibile, di cui seppe guadagnarsi la devozione.
A questo punto, Mario sfoderò un poderoso attacco contro Giugurta, penetrando in profondità nel cuore del suo territorio (107 a.C. e 106 a.C.). Giugurta e Bocco furono allora costretti allo scontro frontale con Mario, che riuscì però a infliggere loro perdite gravissime. Il re di Mauretania aprì quindi trattative segrete coi romani, che furono condotte dal patrizio Lucio Cornelio Silla, questore di Mario. Giocando d'astuzia e d'azzardo, Silla ottenne il sostegno di Bocco, che nel 105 a.C. fece catturare Giugurta, che venne giustiziato l'anno successivo.

## XI libro:De rebus Syriacis - Syriakè kài Parthikè(Guerra contro Antioco III)

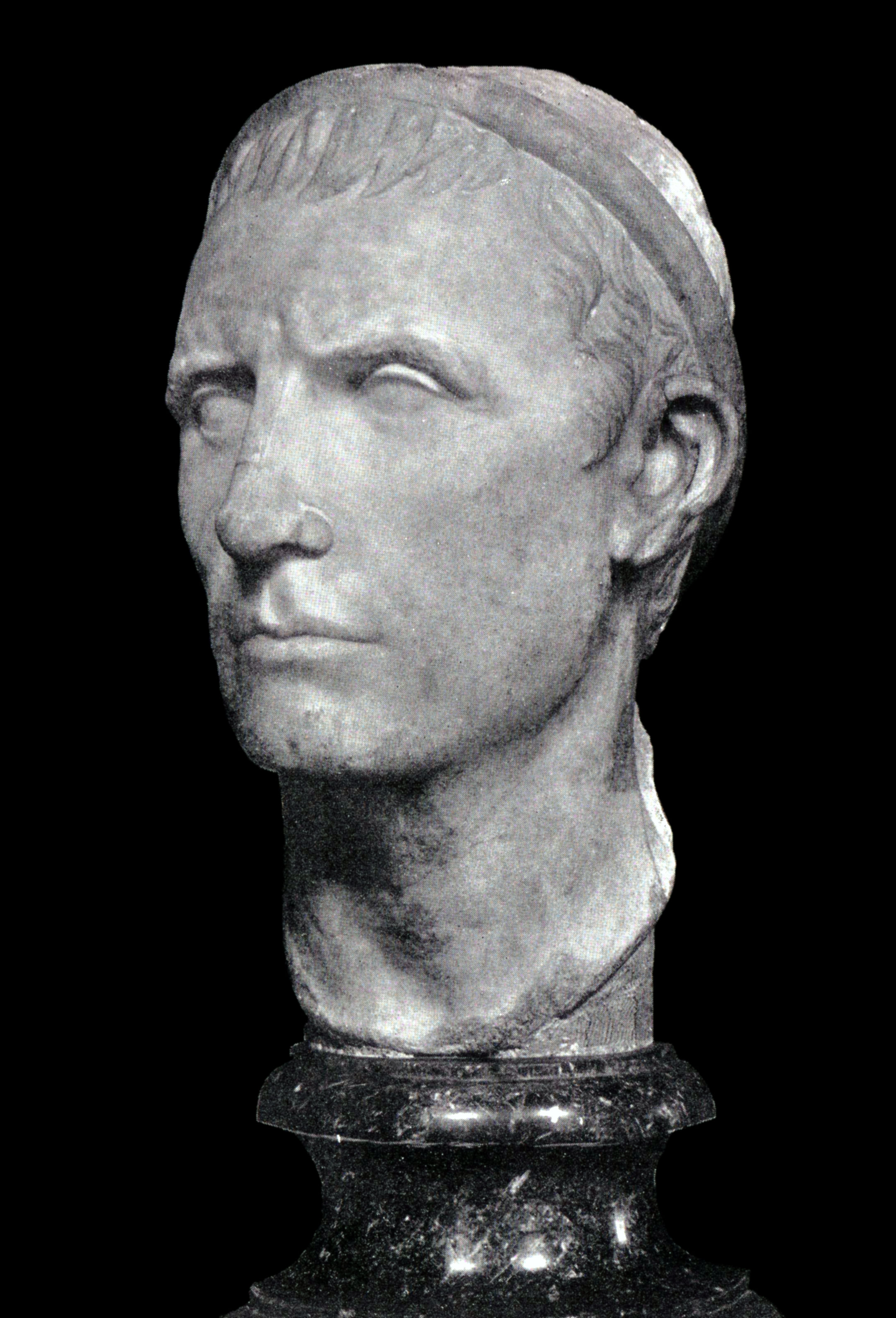
Busto di Antioco III (Museo del Louvre)

Durante la fase espansionistica di Roma verso la Macedonia, vi fu un particolare scontro tra l'Urbe e il sovrano Antioco III.
Antioco inizialmente prima di arrivare allo scontro con la città si spostò in Egitto per trattare accordi col sovrano Tolomeo V riguardo al dominio su Bisanzio, poi si spostò in Asia Minore per recuperare i possedimenti acquisiti dai Tolomei e delle città greche indipendenti dell'Ellesponto e della Ionia. Ma questa azione lo portò ad inimicarsi Roma, dato che Smirne e Lampsaco chiesero aiuto alla repubblica occidentale.
La tensione aumentò ancora quando Antioco, nel 196 a.C., mise piede in Tracia riducendola all'obbedienza anche con la forza. Qui fortificò il Chersoneso Tracico e ricostruì la città di Lysimacheia. Appena i Romani lasciarono la Grecia, Antioco sfruttò l'occasione spinto anche dal fuggitivo Annibale che era suo protetto dal 196-195 a.C.
Nel 192 a.C. Antioco invase la Grecia con 10.000 uomini, avendo inoltre la Lega etolica e altri stati greci come alleati. Nel 191 a.C., i Romani, sotto la guida di Manio Acilio Glabrione però tornarono in Grecia e sconfissero Antioco alle Termopili e lo obbligarono a ripiegare in Asia. Inoltre i Romani proseguirono sconfiggendo Antioco anche in Anatolia, nella battaglia decisiva di Magnesia sul Sipilo vinta dai Romani guidati da Lucio Cornelio Scipione Asiatico nel 190 a.C. In precedenza la flotta seleucide, guidata da Annibale, era stata sconfitta.
Con il Trattato di Apamea (188 a.C.) il re seleucide abbandonò tutti i suoi possedimenti a nord dei monti del Tauro, che Roma distribuì tra i suoi alleati. Come conseguenza della caduta della potenza seleucide, le province imperiali recuperate da Antioco si ribellarono nuovamente.
Antioco morì durante una spedizione verso oriente nel Lorestan, il 3 luglio 187 a.C. Il regno seleucide passò così nelle mani di suo figlio, Seleuco IV Filopatore.
il sostegno di Bocco, che nel 105 a.C. fece catturare Giugurta, che venne giustiziato l'anno successivo.

## XII libro:De bello Mithridatico - Mithridàteios(Le guerre mitridatiche)
La prima guerra mitridatica iniziò a causa dell'espansionismo da parte di Mitridate (verso la fine dell'89 a.C.). Le ostilità si erano aperte con due vittorie del sovrano del Ponto sulle forze alleate dei Romani, prima del re di Bitinia, Nicomede IV, e poi dello stesso inviato romano Manio Aquilio, a capo di una delegazione in Asia Minore. L'anno successivo Mitridate decise di continuare nel suo progetto di occupazione dell'intera penisola anatolica, ripartendo dalla Frigia. La sua avanzata proseguì, passando dalla Frigia alla Misia, e toccando quelle parti di Asia che erano state recentemente acquisite dai Romani. Poi mandò i suoi ufficiali per le province adiacenti, sottomettendo la Licia, la Panfilia, ed il resto della Ionia.
A Laodicea sul fiume Lico, dove la città stava ancora resistendo, grazie al contributo del proconsole Quinto Oppio, Mitridate fece questo annuncio sotto le mura della città:
(Appiano, Guerre mitridatiche, 20.)
Dopo questo annuncio, gli abitanti di Laodicea lasciarono liberi i mercenari, ed inviarono Oppio con i suoi littori a Mitridate, il quale però decise di risparmiare il generale romano.
Non molto tempo dopo Mitridate riuscì a catturare anche Manio Aquilio, che egli riteneva il principale responsabile di questa guerra e lo uccise barbaramente.
Sembra che a questo punto, la maggior parte delle città dell'Asia si arresero al conquistatore pontico, accogliendolo come un liberatore dalle popolazioni locali, stanche del malgoverno romano, identificato da molti nella ristretta cerchia dei pubblicani. Rodi, invece, rimase fedele a Roma.
Non appena queste notizie giunsero a Roma, il Senato emise una solenne dichiarazione di guerra contro il re del Ponto, seppure nell'Urbe vi fossero gravi dissensi tra le due principali fazioni interne alla Res publica (degli optimates e dei populares) ed una guerra sociale non fosse stata del tutto condotta a termine. Si procedette, quindi, a decretare a quale dei due consoli, sarebbe spettato il governo della provincia d'Asia, e questa toccò in sorte a Lucio Cornelio Silla.
Mitridate, preso possesso della maggior parte dell'Asia Minore, dispose che tutti coloro, liberi o meno, che parlavano una lingua italica, fossero barbaramente trucidati, non solo quindi i pochi soldati romani rimasti a presidio delle guarnigioni locali. 80.000 tra cittadini romani e non, furono massacrati nelle due ex-province romane d'Asia e Cilicia (episodio noto come Vespri asiatici).
La situazione precipitò ulteriormente, quando a seguito delle ribellioni nella provincia asiatica, insorse anche l'Acaia. Il governo della stessa Atene, fu rovesciato da un certo Aristione, che poi si dimostrò a favore di Mitridate, meritandosi dallo stesso il titolo di amico. Il re del Ponto appariva ai loro occhi come un liberatore della grecità, quasi fosse un nuovo Alessandro Magno.

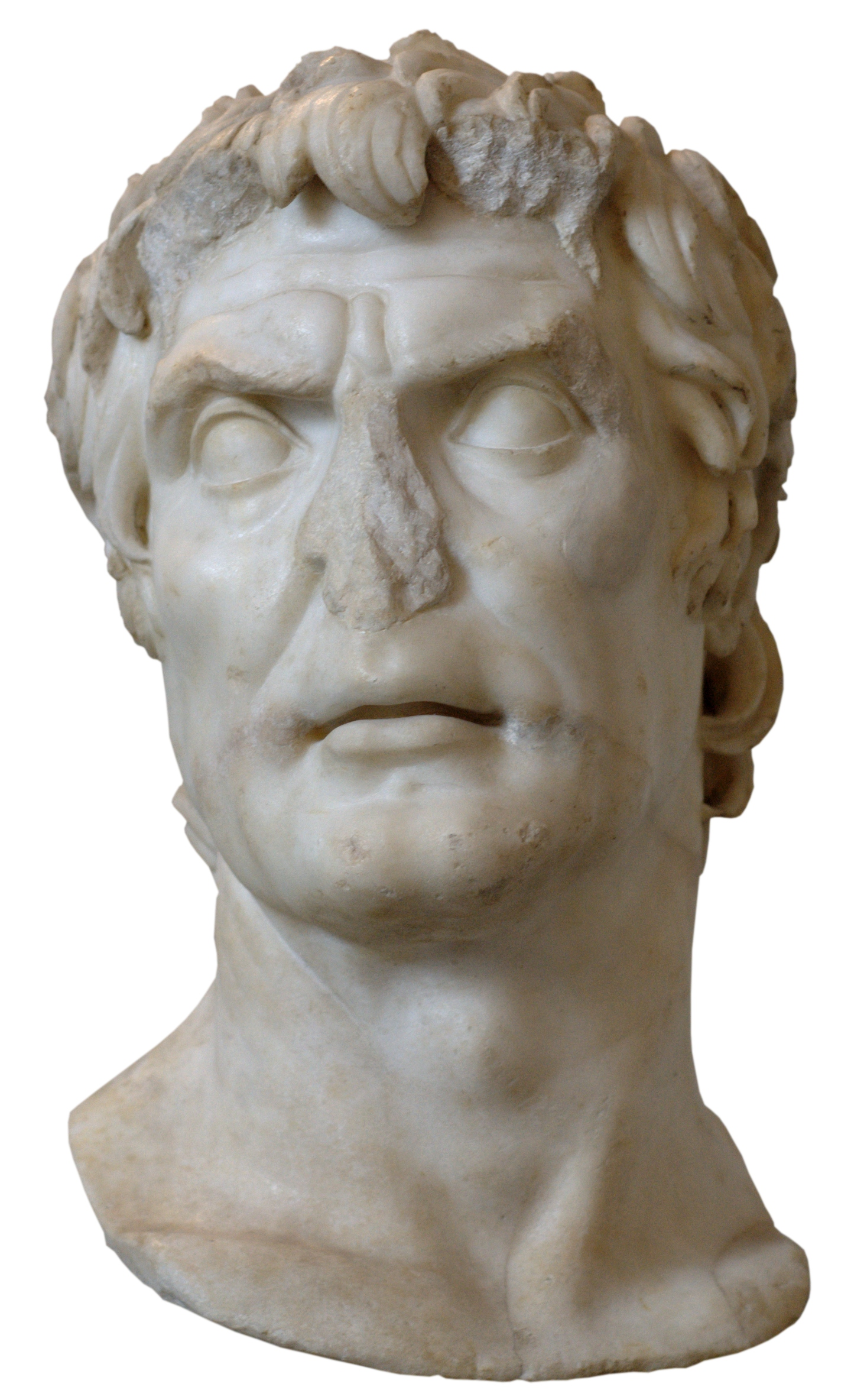
Busto di Lucio Cornelio Silla.

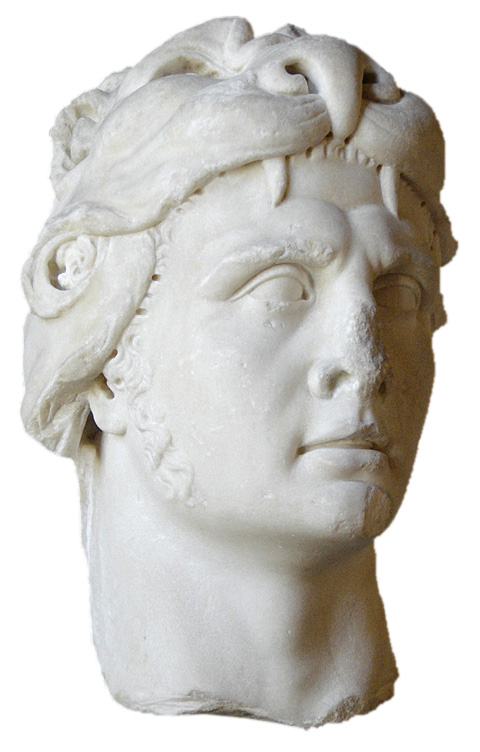
Mitridate raffigurato in una statua romana del I secolo, oggi al museo del Louvre.

Nel corso dell'inverno dell'88/87 a.C. infatti, la flotta pontica, sotto la guida dell'ammiraglio Archelao, invadeva Delo (che si era ribellata ad Atene) e restituiva tutte le sue roccaforti agli Ateniesi. In questo modo Mitridate portò a se stesso nuove alleanze oltre che tra gli Achei, anche tra Lacedemoni e Beoti (tranne la città di Thespiae, che fu subito dopo stretta d'assedio). Allo stesso tempo, Metrofane, che era stato inviato da Mitridate con un altro esercito, devastò i territori dell'Eubea, oltre al territorio di Demetriade e Magnesia, che si erano rifiutate di seguire il re del Ponto. Il grosso delle armate romane non poté però intervenire in Acaia, se non ad anno inoltrato, a causa dei difficili scontri interni tra la fazione dei populares, capitanate da Gaio Mario, e quella degli optimates, condotta da Lucio Cornelio Silla. Alla fine ebbe la meglio quest'ultimo, il quale ottenne che venisse affidata a lui la conduzione della guerra contro il re del Ponto.
E mentre Silla stava ancora addestrando ed arruolando l'esercito, per recarsi in Oriente a combattere Mitridate VI, Gaio Mario, avendo ancora l'ambizione di essere lui a guidare l'esercito romano contro il re del Ponto, era riuscito a convincere il tribuno Publio Sulpicio Rufo a convocare una seduta straordinaria del Senato per annullare la precedente decisione di affidare il comando a Silla. Quest'ultimo, appresa la notizia, prese una decisione grave e senza precedenti: scelse le 6 legioni a lui più fedeli e, alla loro testa, si diresse verso Roma stessa. Nessun generale, in precedenza, aveva mai osato violare con l'esercito il perimetro della città (il cosiddetto pomerio). Egli, dopo avere preso opportuni provvedimenti compiendo una prima strage dei suoi oppositori, tornò a Capua, pronto ad imbarcarsi con l'esercito per l'imminente campagna militare e passò quindi in Grecia con 5 legioni.
L'arrivo di Silla in Grecia portò alla caduta Atene nel marzo dell'86 a.C. Il generale romano vendicò così l'eccidio asiatico di Mitridate, compiuto su Italici e cittadini romani, compiendo un'autentica strage nella capitale achea. Silla proibì, invece, l'incendio della città, ma permise ai suoi legionari di saccheggiarla. Il giorno seguente il comandante romano vendette il resto della popolazione come schiavi. Catturato Aristione, chiese alla città come risarcimento del danno di guerra, circa venti chili di oro e 600 libbre d'argento, prelevandole dal tesoro dell'Acropoli.
Poco dopo fu la volta del porto di Atene del Pireo. Da qui Archelao decise di fuggire in Tessaglia, attraverso la Beozia, dove portò ciò che era rimasto della sua iniziale armata, radunandosi presso le Termopili con quella del generale di origine tracia, Dromichete (o Tassile secondo Plutarco).
Con l'arrivo di Lucio Cornelio Silla in Grecia nell'87 a.C. le sorti della guerra contro Mitridate erano quindi cambiate a favore dei Romani. Espugnata quindi Atene ed il Pireo, il comandante romano ottenne due successi determinanti ai fini della guerra, prima a Cheronea, dove secondo Tito Livio caddero ben 100.000 armati del regno del Ponto, ed infine ad Orcomeno.
Contemporaneamente, agli inizi dell'85 a.C., il prefetto della cavalleria, Flavio Fimbria, dopo aver ucciso il proprio proconsole, Lucio Valerio Flacco, a Nicomedia prese il comando di un secondo esercito romano. Quest'ultimo si diresse anch'egli contro le armate di Mitridate, in Asia, uscendone più volte vincitore, riuscendo a conquistare la nuova capitale di Mitridate, Pergamo, e poco mancò che non riuscisse a far prigioniero lo stesso re. Intanto Silla avanzava dalla Macedonia, massacrando i Traci che sulla sua strada gli si erano opposti.
(Appiano, Guerre mitridatiche, 54.)
Dopo una serie di trattative iniziali, Mitridate e Silla si incontrarono a Dardano, dove si accordarono per un trattato di pace, che costringeva Mitridate a ritirarsi da tutti i domini antecedenti la guerra, ma ottenendo in cambio di essere ancora una volta considerato "amico del popolo romano". Un espediente per Silla, per poter tornare nella capitale a risolvere i suoi problemi personali, interni alla Repubblica romana.
i vicini stati "vassalli", nella sua massima espansione sotto la dinastia Artasside, dopo le conquiste di Tigrane il Grande (dal 95 a.C. al 66 a.C.) durante le guerre mitridatiche.

La seconda guerra mitridatica si combatté dall'83 all'81 a.C. L'esercito romano era comandato da Lucio Licinio Murena, ufficiale di Lucio Cornelio Silla. La guerra ebbe, questa volta, esito negativo per i Romani, i quali furono sconfitti dalle truppe pontiche di Mitridate. In seguito a tali eventi Silla ordinò al proprio generale il ritiro dai territori nemici, mentre questa vittoria rafforzò il convincimento nel re asiatico che i Romani non fossero invincibili, e la sua speranza di creare un grande regno asiatico che potesse contrastare la crescente egemonia romana nel bacino del Mediterraneo. Da qui il re prese le mosse per una nuova politica espansionistica in chiave anti-romana.
Attorno all'80 a.C. il re del Ponto decise di tornare a sottomettere tutte le popolazioni libere che gravitavano attorno al Ponto Eusino. Nominato quindi quale generale di questa nuova impresa suo figlio Macare, si spinse alla conquista di quelle colonie greche che si diceva discendessero dagli Achei, di ritorno dalla guerra di Troia, al di là della Colchide. La campagna però si rivelò disastrosa, poiché furono perduti due contingenti armati, una parte in battaglia e per la severità del clima, un'altra in seguito ad un'imboscata. Quando fece ritorno nel Ponto, inviò ambasciatori a Roma per firmare una nuova pace.
Contemporaneamente il re Ariobarzane I, mandò nuovi ambasciatori per lamentarsi che la maggior parte dei territori della Cappadocia, non gli erano stati completamente consegnati da Mitridate, come promesso al termine della seconda fase della guerra. Poco dopo (nel 78 a.C.) inviò una nuova ambasceria per firmare gli accordi, ma poiché Silla era appena morto e il Senato era impegnato in altre faccenda, i pretori non ammisero i suoi ambasciatori e non se ne fece nulla. Mitridate, che era venuto a conoscenza della morte del dittatore romano, persuase il genero, Tigrane II d'Armenia, ad invadere la Cappadocia come se fosse una sua azione indipendente. Ma questo artificio non riuscì ad ingannare i Romani. Il re armeno invase il paese e trascinò via con sé dalla regione, oltre ad un grosso bottino, anche 300.000 persone, che poi portò nel suo paese, stabilendole, insieme ad altre, nella nuova capitale, chiamata Tigranocerta ("città di Tigrane"), dove aveva assunto il diadema di re d'Armenia.
E mentre queste cose avvenivano in Asia, Sertorio, il governatore della Spagna, che incitava la provincia e tutte le vicine popolazioni a ribellarsi ai Romani, istituì un nuovo Senato ad imitazione di quella di Roma. Due dei suoi membri, un certo Lucio Magio e Lucio Fannio, proposero a Mitridate di allearsi con Sertorio, con la prospettiva comune che una guerra combattuta su due fronti opposti (ad Occidente, Sertorio ed a Oriente Mitridate) avrebbe portato ad ampliare i loro domini sui paesi confinanti, in Asia come in Spagna.
Mitridate, allettato da tale proposta, inviò suoi ambasciatori a Sertorio, per valutare quali possibilità vi fossero per porre sotto assedio il potere romano, da Oriente ed Occidente. Fu così stabilita tra le parti un patto di alleanza, nel quale Sertorio si impegnava a concedere al re del Ponto tutti i territori romani d'Asia, oltre al regno di Bitinia, la Paflagonia, la Galatia ed il regno di Cappadocia, ed inviava anche un suo abile generale, un certo Marco Vario, oltre a due altri consiglieri, Magio e Fannio Lucio, per assisterlo militarmente e diplomaticamente.
Attorno all'80 a.C. il re del Ponto era deciso a tornare a sottomettere tutte le popolazioni libere che gravitavano attorno al Ponto Eusino. Contemporaneamente il re Ariobarzane I, inviava ambasciatori per lamentarsi che la maggior parte dei territori della Cappadocia, non gli erano stati completamente consegnati da Mitridate, come promesso al termine della seconda fase della guerra. Poco dopo (nel 78 a.C.) inviò una nuova ambasceria per firmare gli accordi, ma poiché Silla era appena morto e il Senato era impegnato in altre faccenda, i pretori non ammisero i suoi ambasciatori e non se ne fece nulla. Mitridate, che era venuto a conoscenza della morte del dittatore romano, persuase il genero, Tigrane II d'Armenia, ad invadere la Cappadocia come se fosse una sua azione indipendente. Ma questo artificio non riuscì ad ingannare i Romani.
E mentre queste cose avvenivano in Asia, Sertorio, il governatore della Spagna, che incitava la provincia e tutte le vicine popolazioni a ribellarsi ai Romani del governo degli optimates, istituì un nuovo Senato ad imitazione di quella di Roma. Due dei suoi membri, un certo Lucio Magio e Lucio Fannio, proposero a Mitridate di allearsi con Sertorio, con la prospettiva comune che una guerra combattuta su due fronti opposti (ad Occidente, Sertorio ed a Oriente, Mitridate) avrebbe portato ad ampliare i loro domini sui paesi confinanti, in Asia come in Spagna.
Mitridate, allettato da tale proposta, inviò suoi ambasciatori a Sertorio, per stabilire tra le parti un patto di alleanza, nel quale Sertorio si impegnava a concedere al re del Ponto tutti i territori romani d'Asia, oltre al regno di Bitinia, la Paflagonia, la Galatia ed il regno di Cappadocia, ed inviava anche un suo abile generale, un certo Marco Vario (forse il Mario di Plutarco), oltre a due altri consiglieri, Magio e Fannio Lucio, per assisterlo militarmente e diplomaticamente.
La terza fase della guerra fu certamente la più lunga e risolutiva (dal 75 al 63 a.C.), che vide coinvolti, dalla parte romana generali come Lucio Licinio Lucullo (che aveva prestato servizio come prefetto della flotta sotto Lucio Cornelio Silla durante la prima fase della guerra) e Gneo Pompeo Magno, dall'altra ancora Mitridate VI ed il genero Tigrane II d'Armenia.

## XIII-XVII libro:De bellis civilibus - Emphylia(Le guerre civili)
La storia generale finiva per confluire nella storia interna romana. I cinque libri delle Guerre civili, che hanno una struttura interna precisa, partono dal 133 a.C. per arrivare al 36 a.C., anno della disfatta di Sesto Pompeo nella guerra di Sicilia, anche se inizialmente aveva progettato di concludere questa parte con la battaglia di Azio del 31. 
Ciò che gli interessava far emergere è il pensiero politico greco secondo cui la Repubblica è uno stato circoscritto perché si abbia una democrazia: un impero così vasto, quale era diventato quello romano, necessitava di una struttura monarchica. Appiano è poco interessato alle lotte di politica interna: a lui interessava sottolineare come le guerre civili avessero condotto l'impero ad una struttura finale, a cui era abituato: il regime monarchico. Questo era l'elemento ellenistico. Proprio questo deve aver determinato lo squilibrio nella ripartizione del materiale: la volontà di Appiano di celebrare l'età di ricchezza in cui vive lo porta ad insistere sul periodo finale della Repubblica, che per opposizione mette in risalto gli aspetti positivi del regime monarchico. 
Da qui la suddivisione:
- Libro I, dal tribunato di Tiberio Gracco (133 a.C.) al primo consolato di Pompeo (70 a.C.);
- Libri II, dalla congiura di Catilina (63 a.C.) al marzo del 44 a.C.;
- Libro III, sino alla costituzione del triumvirato (ottobre 43 a.C.);
- Libro IV, sino alla battaglia di Filippi (ottobre 42 a.C.);
- Libro V, sino alla morte di Sesto Pompeo (35 a.C.).

### Le guerre civili, I: Mario e Silla
I primi sei capitoli del libro sono occupati da un proemio, in cui l’autore riassume il disegno generale dei cinque libri delle Guerre civili e dichiara fin da subito che il potere monarchico è l'unico in grado di assicurare la pace. Entrando in argomento, Appiano espone quella che considera la prima lotta civile, per conseguenza della impari distribuzione delle terre sottratte ai popoli vinti e per contrasto alla politica agraria svolta dai tribuni della plebe Tiberio e Gaio Gracco, infelicemente conclusasi con la loro uccisione (capp. 7-27). Tratta poi della Guerra Sociale (Συμμαχικὸς πόλεμος), causata dalla volontà degli alleati Italici di ottenere la cittadinanza romana (capp. 34-53). Nascono quindi le lotte intestine tra fazioni in eserciti: la prima è quella tra Mario e Silla per il comando della guerra contro Mitridate, ottenuto da Silla entrando in armi in Roma come in una città straniera (capp. 55-63). Ma mentre Silla è lontano, Mario insieme con Cinna rientra in città facendo strage di sillani (capp. 64-74). Nell'86 a.C. Mario viene rieletto console per la settima volta, ma improvvisamente muore. Silla allora conclude la guerra mitridatica con un trattato di pace e ritorna a Roma, dove pone fine alla guerra civile con la decisiva battaglia di Porta Collina; quindi emana le famigerate liste di proscrizione e si fa eleggere dittatore. Dopodiché – caso unico nella storia passata e futura (sino ai tempi di Appiano) – depone spontaneamente il potere assoluto e si ritira a vita privata in campagna a Cuma, dove nel 78 a.C. muore (capp. 75-106). Il libro I si chiude con la narrazione delle lotte contro Sertorio in Spagna e contro Spartaco in Italia (capp. 107-121).

### Le guerre civili, II: Cesare e Pompeo

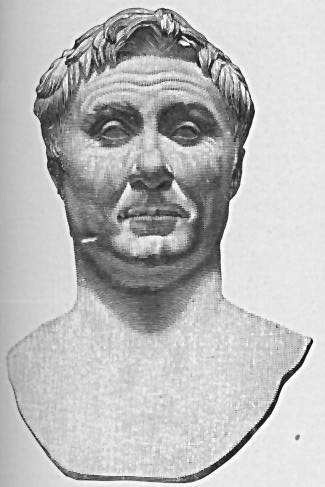
Ritratto di Pompeo

Il libro II è composto di tre parti che corrispondono a determinati momenti della narrazione o a determinati problemi per i quali lo storico propone una soluzione. La congiura di Catilina è l'ultimo episodio che anticipa l'esposizione degli avvenimenti a partire dal 60 a.C. :
- L'origine della guerra civile tra Cesare e Pompeo;
- Come si svolge la guerra;
- Avvenimenti successivi alle idi di marzo nel 44 a.C.

Il libro termina inoltre con un parallelismo Alessandro-Cesare, un'inserzione dotta dalle finalità non molto chiare, che raffredda il clima drammatico che l'autore era riuscito a creare. Si potrebbe già dubitare del fatto che tale confronto condotto in modo semplicistico, episodio per episodio, al solo fine di porre in parallelismo due vite, possa aver trovato spazio in un'opera polemica nella quale avrebbe dovuto configurarsi in maniera altrettanto polemica. Tuttavia le coincidenze riscontrate con l'Anabasi di Arriano hanno portato alla conclusione che quest'opera sia stata utilizzata come fonte e probabilmente anche influenzato dal stesso accoppiamento presente nelle Vite plutarchee.
Nel 49 a.C. Cesare, da poco tornato in Italia dopo la conquista della Gallia, chiese al Senato di prolungare il suo imperium, per non rientrare in Roma da semplice cittadino e come tale processabile; ma ciò gli fu rifiutato. Cesare s'infuriò e attraversò con l'intero esercito il fiume Rubicone, dando il via alla guerra civile. La discesa dell'esercito di Cesare fu travolgente. Alle sue armate si unirono contingenti inviati in aiuto dalle prime città italiche e molti volontari, fra cui diverse centinaia di schiavi fuggitivi. In due giorni arrivò ad Ascoli Piceno dove attirò e sconfisse le coorti di Publio Cornelio Lentulo Spintere che avrebbero dovuto fermarlo; occupò quindi l'Etruria, poi l'Umbria, i territori dei Marsi e quello dei Peligni e pose quindi l'assedio a Corfinio, città difesa da Lucio Vibullio Rufo che era riuscito a raccogliere tredici coorti e da Lucio Domizio Enobarbo che ne comandava altre venti. Domizio chiese l'aiuto di Pompeo, fermo con il suo esercito a Lucera. 
Pompeo però commise l'errore di non intervenire e di spostarsi invece a Brindisi. Nel frattempo a rinforzare le truppe di Cesare arrivarono ventidue coorti provenienti dall'Ottava Legione e trecento cavalieri inviati dal re del Norico. Domizio tentò allora la fuga ma venne catturato assieme ad altri comandanti di Pompeo. Cesare decise di tenere con sé i soldati e, ostentando la propria clemenza, permise invece ai capi di andarsene. A soli sette giorni dal suo arrivo a Corfinio era già in Puglia, aveva raccolto sei legioni, tre di veterani e tre completate durante la marcia. Cesare era ormai a contatto con Pompeo e tentò di chiudere la flotta senatoriale nel porto di Brindisi. 

Presi dal panico, nonostante avessero la possibilità di gestire discrete forze armate, Pompeo e buona parte dei senatori si rifugiarono oltre l'Adriatico, a Durazzo. Cesare, fermato dalla mancanza di navi, inviò parte delle sue forze in Sardegna e in Sicilia dove le popolazioni insorsero contro il Senato e accolsero i cesariani. Cesare stesso rientrò a Roma, convocò il Senato (i senatori rimasti ma non per questo tutti a lui favorevoli).
Gli optimates, tra cui Metello Scipione e Catone il giovane, fuggirono a Capua. Lucio Domizio Enobarbo, che era stato rilasciato da Cesare a Corfinio si spostò a Marsiglia. L'antica colonia focese, da secoli alleata con Roma ma non ancora compresa nell'imperium romano aveva ricevuto grandi benefici sia da Pompeo che da Cesare, sotto la spinta politica di Domizio si schierò con Pompeo.
Non essendo riuscito a bloccare la fuga del Senato, Cesare si spostò in Provenza diretto verso la Spagna dove altre truppe pompeiane si stavano radunando ma che Cesare sapeva di poter affrontare in condizioni di parità operativa.
Sdegnato per l'atteggiamento di Marsiglia Cesare ne decise l'assedio, ordinò la costruzione di trenta navi ad Arelate, nell'interno, e lasciò tre legioni al comando di Decimo Bruto e Gaio Trebonio (che vedremo poi entrambi colpire, alle Idi di marzo) per portare avanti un assedio difficile perché Marsiglia era protetta dal mare su tre lati e il quarto era difeso da solide mura. In trenta giorni le navi furono armate e il porto di Marsiglia venne chiuso ai traffici. Cesare lasciò i legati e si diresse in Spagna preceduto da Gaio Fabio che con le sue truppe doveva aprire i passi dei Pirenei.
La Spagna era governata da tre legati di Pompeo: Lucio Afranio, Marco Petreio il vincitore di Catilina e Marco Terenzio Varrone Reatino. Costoro potevano contare complessivamente su sette legioni, grandi risorse economiche e sul carisma di Pompeo che in quelle province aveva ben operato e le aveva pacificate dopo la rivolta di Sertorio.
Cesare stesso nel De bello civili (dal capitolo 51 all'87) narra tutto il susseguirsi di scontri, inseguimenti, piccoli assedi ai campi avversari, astuzie e debolezze dei vari comandanti, la campagna di Lerida, il tentativo di spostamento dei pompeiani verso Tarragona, il blocco di Cesare, il tentativo di ritorno a Ilerda, la resa di Afranio e Petreio. Cesare consentì addirittura ai pompeiani, nel nome della comune cittadinanza romana, di scegliere se arruolarsi fra le sue file oppure stabilirsi in Spagna come civili o, infine, di essere congedati una volta ritornati al fiume Varo al confine fra la Provenza e l'Italia.
Ritornando a Roma Cesare portò vittoriosamente a termine l'assedio di Marsiglia. A questo punto tutto l'Occidente era ora sotto il suo controllo. Solo in Africa le sue truppe, guidate da Scribonio Curione, furono rovinosamente sconfitte da re Giuba I di Numidia, alleato di Pompeo, e di Publio Azio Varo. Ciò privò Roma di un'importante fonte di approvvigionamento di grano. Il danno fu però mitigato con l'occupazione della Sicilia e della Sardegna.
Rientrato a Roma, Cesare resse la dittatura per 11 giorni ai primi di dicembre, abbastanza per farsi eleggere console e iniziare le riforme che aveva in programma occupandosi dei problemi di chi era debitore (e dei relativi creditori), della situazione elettorale creata dalla legge di Pompeo (Lex Pompeia de ambitu che istituiva un tribunale speciale per i brogli dal 70 a.C. in poi). Appena poté partì per la Grecia all'inseguimento di Pompeo.
Marco Calpurnio Bibulo da Corcira gestiva le flotte pompeiane che controllano la costa dell'Epiro ma Cesare, con sette legioni, riuscì a sbarcare a Paleste e da lì a salire verso Orico. Pompeo che era stanziato in Macedonia all'efficace ricerca di rinforzi, cercò di fermare Cesare prima che potesse arrivare ad Apollonia ma il suo avversario lo precedette. I due eserciti si incontrarono sulle due sponde del fiume Apso fra Apollonia e Durazzo.
Il 10 luglio del 48 a.C. si scontrò con Pompeo a Dyrrhachium, ma perse 1.000 veterani e fu costretto a retrocedere e iniziare una lunga ritirata verso sud, con Pompeo al suo inseguimento.
Un primo scontrò avvenne nella pianura di Petra, vicino a Durazzo, dove Cesare rischiò di essere sconfitto. Ma per sua fortuna, Pompeo non impegnò in battaglia il grosso delle sue forze, che non giudicava ancora pronte a scontrarsi coi veterani cesariani. Ciò permise al conquistatore delle Gallie di disimpegnarsi.

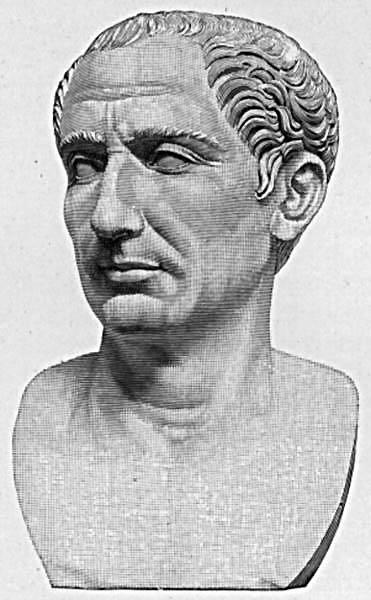
Busto di Cesare

Ne nacque una guerra di posizione con la costruzione di fortificazioni e trincee durante la quale i due contendenti cercarono di circondarsi a vicenda. Marco Antonio riuscì a lasciare le coste della Puglia e si unì a Cesare con altri rinforzi. Pompeo, più forte militarmente ma in grande difficoltà per la carenza di rifornimenti di viveri e armi, riuscì a forzare il blocco e cercò di riconquistare Apollonia. Ancora una volta venne preceduto da Cesare che però quasi subito abbandonò la città Epirota per dirigersi verso la Tessaglia. Anche Cesare doveva risolvere il problema dei rifornimenti e voleva ricongiungersi alle truppe che gli stava portando Domizio. Anziché puntare alla riconquista dell'Italia, che in questo momento era priva di reali difese, Pompeo decise di braccare Cesare in Tessaglia, in pratica precedendolo perché poteva utilizzare la Via Egnatia mentre Cesare era costretto ad arrampicarsi per antichi sentieri del Pindo. Successivamente la battaglia tra i due leader si spostò in Egitto e nell'Asia Minore, con esiti sempre favorevoli a Cesare il quale era aiutato e assistito dalla sua amante la regina Cleopatra che gli forniva ogni volta fresche truppe.
Cesare tornò a Roma per fermare l'ammutinamento di alcune legioni. Mentre Cesare era stato in Egitto installando Cleopatra come regina, quattro delle sue legioni veterane si accamparono fuori Roma al comando di Marco Antonio. Le legioni erano in attesa del congedo e della paga straordinaria che Cesare aveva promesso prima della battaglia di Farsalo. A causa della lunga assenza di Cesare la situazione si deteriorò rapidamente. Marco Antonio perse il controllo delle truppe che iniziarono a saccheggiare le proprietà a sud della capitale. Diverse delegazioni vennero inviate per cercare di sedare l'ammutinamento. Niente ebbe effetto e gli ammutinati continuarono a richiedere il congedo e la paga. Dopo diversi mesi, Cesare giunse finalmente per rivolgersi alle truppe di persona. Sapeva di aver bisogno di loro per occuparsi dei sostenitori di Pompeo in Nordafrica, che avevano radunato 14 legioni. Cesare sapeva anche che non aveva i fondi per pagarli; sarebbe costato molto meno indurli a riarruolarsi per la campagna in Africa.
Freddamente Cesare chiese alle truppe ciò che volevano da lui. Vergognandosi di chiedere i soldi, i soldati domandarono il congedo. Cesare li chiamò cittadini invece di soldati, sottolineando che stava trattando con dei civili, quindi già congedati. Ma non con l'honesta missio che significava una pensione più ricca. Ma li informò che il pagamento sarebbe arrivato quando sarebbe stato sconfitto l'esercito pompeiano in Africa. E che egli lo avrebbe sconfitto con altri soldati. Gli ammutinati rimasero colpiti da questo maltrattamento; dopo quindici anni di fedeltà mai avrebbero pensato che Cesare avrebbe potuto fare a meno di loro. Cesare fu pregato di tenerli con sé e di portarli in Africa. Benignamente Cesare acconsentì. La sua conoscenza della psicologia delle masse e il suo acclarato carisma gli permisero di riunire quattro legioni di veterani senza spendere un solo sesterzio.
Nello stesso anno Cesare raggiunse l'Africa, dove i seguaci di Pompeo erano fuggiti, per sconfiggere la loro opposizione guidata da Catone il giovane.
Cesare vinse velocemente la prima significativa battaglia, Battaglia di Tapso nel 46 a.C., contro le forze guidate da Catone (che si suicidò) e da Cecilio Metello Scipione (che pure si suicidò).
Nonostante queste vittorie e queste morti eccellenti la guerra continuò. I figli di Pompeo, Gneo il Giovane e Sesto, insieme a Tito Labieno, precedentemente legato di Cesare durante la guerra in Gallia, fuggirono in Spagna. Cesare li inseguì e sconfisse gli ultimi epigoni dell'opposizione nella battaglia di Munda nel marzo del 45 a.C. Durante quel periodo, Cesare fu eletto per il terzo e quarto mandato a console; nel 46 a.C. con Marco Emilio Lepido e nel 45 a.C. (senza collega).

#### La posizione di Appiano
La tradizione appianea prenda una posizione ferma sul problema della responsabilità della guerra, fatta ricadere su entrambe le parti e che sostenga la posizione catoniana, secondo la quale il triumvirato rappresentò il principio dello scontro. Solo il Senato sembrò mantenere una posizione continua favorevole a Pompeo e ostile a Cesare: infatti, proprio la conclusione secondo cui Cesare condusse la guerra a scopo personale ha determinato una nobilitazione della figura di Pompeo in quanto difensore della libertà, che prelude all'atteggiamento assunto da Appiano nella narrazione degli avvenimenti. 
Si veniva, dunque, a determinare per lo storico la necessità di spiegare il motivo per cui Pompeo, pur combattendo per una giusta causa, fosse stato sconfitto: non trovando una soluzione umana plausibile ricorre al motivo della Fortuna Caesaris. In questo modo, da una parte alleggeriva la responsabilità pompeiana, in quanto era stato costretto a combattere non contro Cesare ma contro la sorte, e dall'altra sminuiva la vittoria cesariana inserendola nei disegni del destino. La conseguenza di ciò riguarda i motivi che li spinsero a combattere: Pompeo aveva sempre avuto un potere monarchico ma, in confronto a questo, l'aspirazione di Cesare ad ottenere il titolo regio finiva per farlo risultare un vero campione in difesa della libertà repubblicana. 
Tutto ciò porta ad una valutazione delle ragioni che spinsero i congiurati al cesaricidio: da una parte l'invidia per il potere raggiunto da Cesare, dall'altra la volontà di riottenere una costituzione repubblicana e la consapevolezza che Cesare non potesse essere contrastato da alcun potere nell'instaurazione della monarchia. Se dunque il giudizio non è del tutto ostile, diversa è la posizione assunta sugli avvenimenti successivi all'uccisione del dittatore. Alla lode dell'ideale di libertà sostenuta dai cesaricidi seguono affermazioni ironiche e di scherno nei confronti di Bruto e Cassio, che si mostrano ingenui nel modo in cui fronteggiano la situazione: secondo la concezione di libertà di Appiano, se questa va difesa e conquistata, anche con la forza quando necessario, sarà questo stesso motivo a suscitare atteggiamenti ostili, da parte dell'autore, verso i profittatori della situazione e poi verso il Senato. I senatori assumono atteggiamenti riprovevoli: cambiano parere continuamente temendo di affrontare il voto popolare. 
Il disprezzo gettato sul Senato coincide con un riconoscimento positivo di Antonio: descritto positivamente, in quanto non ci sono riferimenti ai motivi diffusi dalla storiografia augustea, volti a presentare Antonio contrario o debolmente favorevole alla causa cesariana. Appiano è certo della volontà di Lepido e Antonio di vendicare Cesare, mentre la posizione augustea -antiantoniana- attribuisce questa volontà solo a Lepido. La tendenza antoniana trova, in questo libro II, espressione nel discorso tenuto da Antonio ai funerali di Cesare, in cui esprime pieno desiderio di vendicare il dittatore.

#### La fonte di Appiano
La posizione polemica assunta da Appiano porta, però, alla constatazione che difficilmente tale interpretazione si possa attribuire direttamente all'autore greco: la materia affrontata doveva suscitare tale tipo di reazione in chi scriveva nel periodo storico relativo e difficilmente si può riscontrare in un non contemporaneo. Proprio per questo si è iniziato a parlare della fonte di Appiano. Importante sarà cercare di capire in che modo lo storico sia riuscito a sovrapporre la propria concezione e ammirazione per l'istituto monarchico, in quanto garanzia della pace sociale, ad un tessuto storico diverso. 
Ammettendo che Appiano abbia realizzato un riassunto del modello latino egli cerca di non raggiungere una totale identità nella versione: questo è evidente anche dalla “latinità” nel campo lessicale con il ricalco di parole latine in parole greche; con la formazione di composti; con frasi sconosciute al greco corrispondenti nella sintassi a frasi latine. Altra rilevanza dell'apporto operato da Appiano si riscontra nelle frequenti notazioni incidentali che istituiscono confronti con l'età dello storico o intervengono a mo' di chiosa per dare spiegazioni al lettore. Queste vanno considerate come testimonianza dell'intervento di Appiano. 
È possibile tentare di individuare le modifiche apportate secondo tre criteri:
1. Considerare i passi da cui risulta un avvicinamento alla posizione assunta da Appiano nella prefazione e non facilmente riconducibili alla posizione filorepubblicana della fonte.
2. Considerare la visione di Appiano delle guerre civili come una serie di rivoluzioni che avevo condotto all'instaurazione della monarchia. Nel libro II la linearità della narrazione non necessità dell'intervento unificante da parte dell'autore, a differenza di quanto accade per il libro I in cui narra una serie di rivoluzioni, cronologicamente presentate, tenendo conto di fonti diverse.
3. Considerare il fine moralistico di mostrare, per contrasto con le difficili condizioni dell'età tardo repubblicana, la felicità dei tempi in cui storico e lettori vivono. Da qui la parentesi più personale di Appiano che introduce proprie osservazioni per far risaltare la pace dei suoi tempi.

Un'indicazione importante riguardo alla fonte storica è stata riscontrata nella esposizione appianea dei tribunati dei Gracchi e dei libri II-IV per cui si è ritenuto che le Storie di Asinio Pollione siano state la fonte “italica” utilizzata. Per questo è necessario partire da un raffronto tra la vita di Pollione e l'atteggiamento di Appiano nei confronti della sua fonte. 
Allo scoppio della guerra fra Cesare e Pompeo solo l'impossibilità di restare neutrale porta Pollione a schierarsi dalla parte di Cesare, ma controvoglia; tuttavia la sincerità dei suoi rapporti col futuro dittatore fu grande. Da qui si può comprendere il duplice atteggiamento di Appiano verso il cesaricidio: da una parte lo giustifica politicamente, in quanto Cesare negava la libertà; dall'altra accusa i cesaricidi di esser venuti meno alla pietas verso il loro benefattore. Nelle lettere di Pollione al Senato e a Cicerone lamenta la mancanza di informazioni sul da farsi: negli stessi libri II-III Appiano mostra la sua posizione antisenatoriale dovuta all'incertezza e inettitudine del Senato. Ancora nelle lettere Pollione parla della sua amicizia con Antonio, databile già al 43 a.C: la stessa tendenza filoantoniana, uno dei filoni dell'opera di Appiano, già si riscontra dalle idi di marzo 44 a.C. .
Tutto ciò ha consentito di individuare la fonte utilizzata da Appiano ma al tempo stesso di approfondire la conoscenza delle Storie di Pollione: riguardo alla loro conclusione, si ritiene che il termine ultimo riguardasse gli avvenimenti del 31 a.C; quanto alla data di composizione si ritiene che egli scrivesse la parte che corrisponde al libro III di Appiano rifacendosi all'Autobiografia di Augusto: attorno al 22 a.C. Asinio compone l'opera poco dopo Azio, quasi vent'anni dopo la guerra civile cesariana, contrapponendosi al racconto cesariano: le sue Storie attenteranno alle verità presenti nei Commentarii cesariani, cercando di smentirli la dove affrontavano la trattazione degli stessi fatti. 
Quando Asinio scrive anche Antonio era finito e ripensa alle esperienze vissute periodizzandole e facendo coincidere il triumvirato e il consolato di Cesare con l'avvio della guerra civile: incolpava Cesare per le ragioni personali che lo avevano mosso al combattimento. Il giudizio negativo che esprime verso i commentari per la scarsa diligenza e mancata verità riguardo ad azioni da Cesare stesso compiute, presentate falsamente, può trovare una spiegazione nel risentimento provato per non essere stato citato negli avvenimenti della campagna in Africa,a cui avevo preso parte, e alla rivalità letteraria tra Asinio e Cesare. La sua mancata presenza nel corpus cesariano e il fatto che Asinio faccia, invece, capolino in tutte le fonti che da lui dipendono, facendo risaltare la propria presenza nel corso della guerra, giustificano i suoi rimproveri come tentativo di restituire alla propria persona il ruolo che gli spettava. 
Non è per vanità che Pollione ribadisce la propria vicinanza con Cesare durante la guerra civile: avendo ottenuto il governo della Spagna Ulteriore, veniva a sottolineare il ruolo politico e militare che lo stesso Cesare gli attribuiva e al tempo stesso l'incoerenza di un totale silenzio sulla sua persona nella Guerra d'Africa e Guerra di Spagna. A tal proposito è stata avanzata l'ipotesi che sia stata la tradizione influenzata da Ottaviano a liquidare storiograficamente Asinio: da qui assume rilevanza l'iniziativa storiografica di Pollione che realizza l'opera per una difesa personale. Asinio è come un'ombra che segue il racconto cesariano con un proposito di verità: è questa che si proponeva quando sosteneva che il racconto cesariano era da ritenersi poco fededegno.

## Critica
L'opera di Appiano presenta diverse peculiarità originali e di grande interesse. Queste peculiarità tuttavia non sempre costituiscono un pregio per l'opera:
- Appiano è uno dei pochissimi storici su Roma a non vivere nella capitale, il centro politico di tutto l'impero. Egli probabilmente visse a Roma solo per brevissimi periodi; la sua attività di storico, infatti, fu portata avanti nella ben distante Alessandria d'Egitto. Questo fatto risulta da una parte un grande difetto di Appiano, il quale, trovandosi in un luogo periferico della romanità, non ha a disposizione una grande varietà di fonti, con la conseguenza che molti passi della Storia Romana risultano inaffidabili storicamente. D'altro canto però Appiano, proprio perché fuori dagli ambienti politici di Roma, è libero dei tanti pregiudizi aristocratici, come anche di certe finalità propagandistiche (che influenzarono invece storici come, per esempio, Livio). Un celebre esempio di questa virtù appianea lo troviamo nella descrizione delle riforme dei Gracchi:[40] egli considera le riforme in modo distaccato e imparziale, limitandosi ad evidenziarne pregi e difetti; inoltre, Appiano è il primo a capire la ragione delle proposte tanto audaci avanzate da Gaio e Tiberio Gracco (che Plutarco invece aveva bollato come assurde[41]);
- Mentre solitamente gli storici antichi si interessano principalmente della storia delle guerre e dei grandi eventi, Appiano mostra notevoli interessi anche per la storia della società, della cultura. Abbiamo infatti nella Storia Romana preziosissime descrizioni di società straniere e della condizione dei ceti più umili, persino degli schiavi. Questo aspetto piacque particolarmente a Karl Marx, il quale consigliò la lettura della Storia Romana a Engels, poiché riteneva questo testo un esempio perfetto di materialismo nella storia;
- Come appare immediatamente osservando il nome dei libri, Appiano procede attraverso la descrizione dei popoli che mano a mano Roma conquista (scelta sia di stampo erodoteo: è lo stesso Appiano a confermarlo all'interno della sua opera).[42] Ciò comporta che alcuni libri (quelli che trattano di vicende contemporanee tra loro) presentino sincronia. Appiano è così costretto a continui rimandi tra un libro e l'altro, finendo talvolta per essere poco chiaro e incoerente.

## Edizioni e traduzioni italiane
- Le guerre di Mitridate, a cura di Attilio Mastrocinque, Milano, A. Mondadori, 1999.
- La storia romana, libri XIII-XVII: Le guerre civili, a cura di Emilio Gabba e Domenico Magnino, Torino, Unione tipografico-editrice torinese, 2001.
- Storia di Roma: Le guerre civili, libro 1 e 2, a cura di Atto Rupnik, Roma, Idee nuove, 2004.
- La conquista romana dei Balcani. Libro illirico, Introduzione, traduzione e commento di Andrea Ercolani e Umberto Livadiotti, Lecce, Argo, 2009.
- Dalle guerre sannitiche, Introduzione, traduzione e commento storico di Barbara Scardigli, Ancona, Affinità elettive edizioni, 2012.